# Eddie Einhorn
Eddie Einhorn (Paterson, Nueva Jersey, 3 de enero de 1936-24 de febrero de 2016) fue un empresario estadounidense, dueño minoritario y vicepresidente de los Chicago White Sox. Según su esposa y fuentes del New York Times muere de complicaciones posterior a un accidente cerebrovascular. 
Einhorn fue el productor ejecutivo de la primera transmisión sindicada por radio a nivel nacional en Estados Unidos de la Final del Campeonato Varonil de la División I de la NCAA de 1958. En 1960, fundó la TVS Television Network para transmitir por televisión partidos de baloncesto universitario para redes televisoras regionales en una era en la que los deportes no eran interesantes para las cadenas de televisión nacionales. Su primera transmisión fue un partido entre Bradley y St. Bonaventure desde el Madison Square Garden. Einhorn ayudó a transmitir el que ha sido llamado el Juego del Siglo entre los Houston Cougars y los UCLA Bruins en 1968. Más tarde vendió sus acciones en la cadena de televisión y se convirtió en el presidente de la división deportiva de la CBS. 
También fue dueño de una promotora de lucha libre en Estados Unidos en 1975 llamada IWA.
Einhorn creció en Paterson, Nueva Jersey y residió en Alpine, Nueva Jersey.